# NGC 2882
NGC 2882 é uma galáxia espiral (S?) localizada na direcção da constelação de Leo. Possui uma declinação de +07° 57' 15" e uma ascensão recta de 9 horas, 26 minutos e 35,9 segundos.
A galáxia NGC 2882 foi descoberta em 6 de Março de 1864 por Albert Marth.